# Czarna zgnilizna zawiązków i pędów roślin dyniowatych

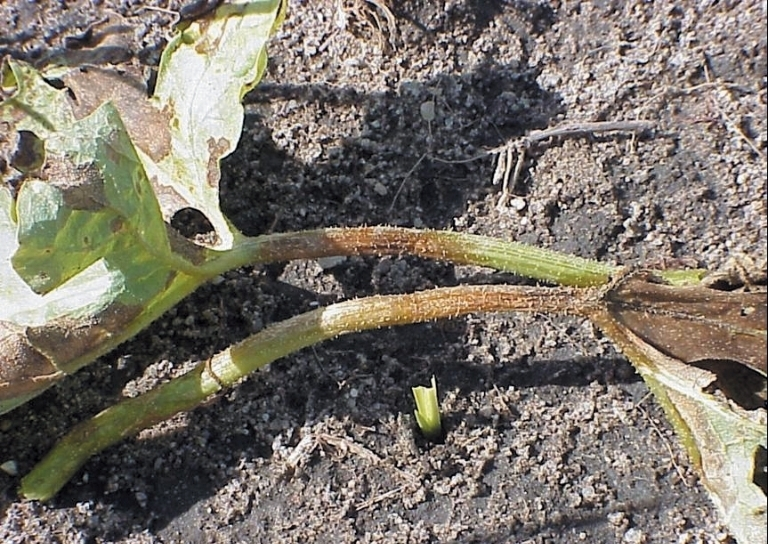
Objawy na liściach arbuza

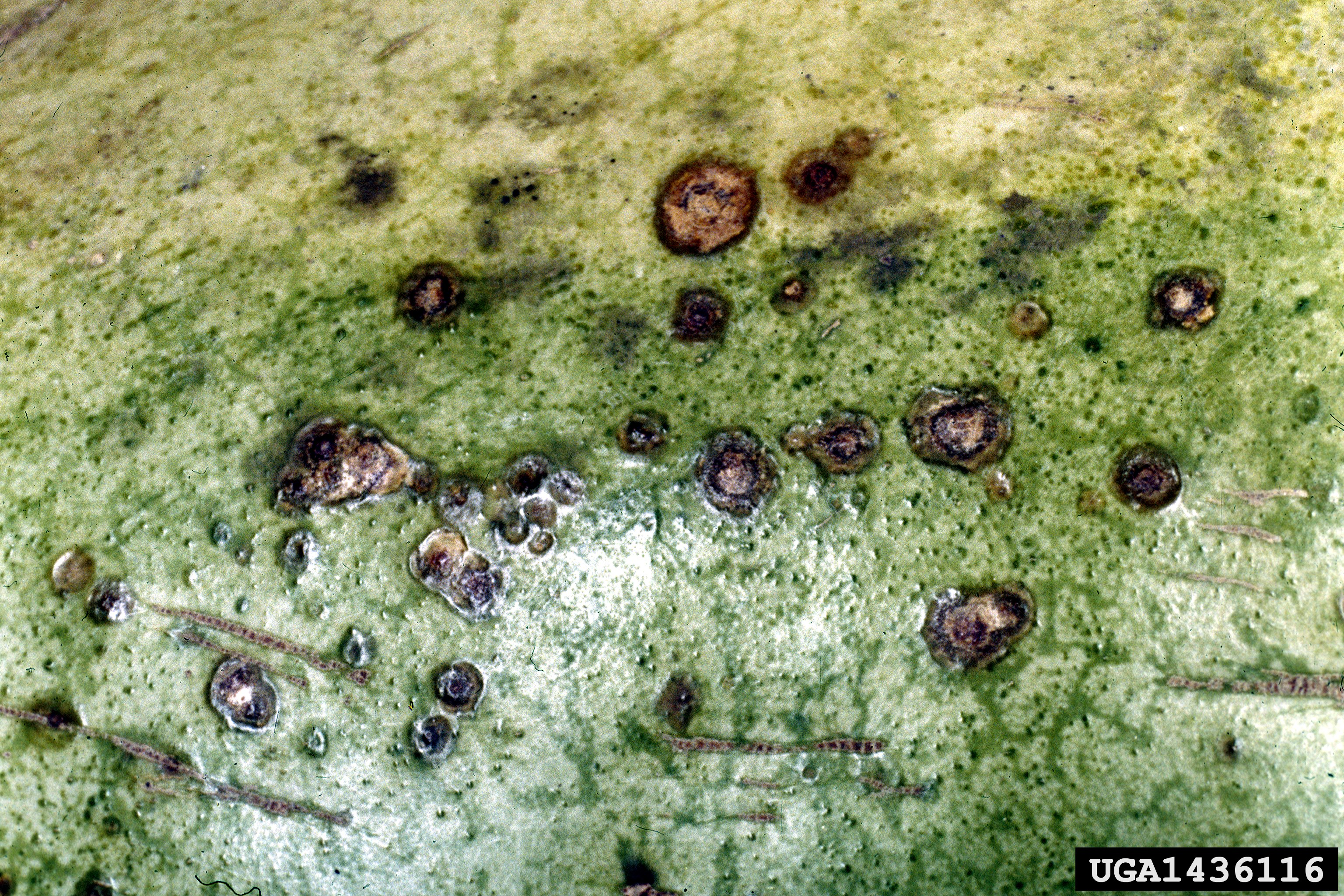
Plamy na liściach arbuza

Czarna zgnilizna zawiązków i pędów roślin dyniowatych (ang. gummy stem blight of cucurbits)
– grzybowa choroba roślin wywoływana przez Stagonosporopsis cucurbitacearum (Didymella bryoniae).

## Występowanie i szkodliwość
Występuje na całym świecie. Może atakować wszystkie gatunki z rodziny dyniowatych (Cucurbitaceae). W Polsce występuje głównie na ogórkach, szczególnie w uprawach pod osłonami. Najczęściej pojawia się na ogonkach liściowych pozostałych po oberwaniu owoców i końcach przyciętych bocznych pędów, gdyż patogen wniknąć może do rośliny głównie przez rany. Atakować może jednak wszystkie nadziemne części rośliny. Największe szkody powoduje, gdy porażone zostają zawiązki owoców.

## Objawy
Pozostałości ogonków liściowych po oderwanych owocach i końce uszczykniętych pędów bocznych gniją, czernieją i zamierają. Porażone zawiązki owoców gniją, przy czym proces zgnilizny rozpoczyna się od ich wierzchołka, a gnijące tkanki mają ciemnobrunatną barwę. Czasami zgnilizna rozprzestrzenia się na przylegające części łodygi. Na porażonych liściach, głównie na ich częściach brzegowych, powstają zasychające plamy o jasnej barwie. Od zdrowej tkanki odgraniczone są zielonobrunatną obwódką. Na wszystkich porażonych częściach pędu pojawiają się czarne pseudotecja i pyknidia grzyba, w których wytwarzane są zarodniki. Tworzą się tak licznie i gęsto, że porażone tkanki przyjmują czarne zabarwienie.

## Epidemiologia
Patogen zimuje w glebie na resztkach pożniwnych porażonych roślin, ale także bezpośrednio w samej glebie lub na elementach konstrukcyjnych tuneli foliowych i szklarni. Zimować może grzybnia, askospory i pyknidia. Do rośliny wniknąć może przez rany, lub przez słupki kwiatów. Infekcja zachodzi przy temperaturze powyżej 10 °C, optymalna dla patogenu temperatura to 20–28 °C. Niezbędny czas zwilżenia wynosi tylko 1 godz. Okres inkubacji choroby jest również krótki – 7–8 dni. W ciągu następnych 4–5 dni patogen wytwarza już zarodniki, które dokonują infekcji wtórnych. W infekcjach tych biorą udział zarówno bezpłciowe konidia, jak i płciowe askospory. Do wysiewania się zarodników niezbędne jest zwilżenie rośliny wodą, ale wystarczy krótki nawet okres zwilżenia. Zarodniki mogą przetrwać w glebie do 2 lat.
W przenoszeniu Didymella bryoniae biorą udział owady pasożytujące na roślinach dyniowatych, np. chrząszcze Diabrotica undecimpunctata howardii, Acalymma vittatum i mszyce. Przez wykonane przez nich otwory w tkankach roślin mogą wnikać zarodniki tego patogenu.

## Ochrona
Zapobieganie chorobie przy uprawach pod osłonami polega na:
- unikaniu zwilżenia pędów rośliny
- wietrzeniu szklarni czy tunelu foliowego
- unikaniu nadmiernego zagęszczenia liści. Starsze liście należy usuwać, ale nie należy tego robić podczas wilgotnej pogody
- resztki roślin należy składować jak najdalej od miejsca uprawy[1][3].

Skutecznie zwalcza się chorobę opryskiwaniami chemicznymi przy użyciu fungicydów benzimidazolowych (szczególnie tiofanatu metylowego) i fungicydów zawierających chlorotalonil, tiuram i kaptan. Opryskuje się po wcześniejszym usunięciu starych i chorych liści i pędów bocznych. W Polsce do zwalczania tej choroby zarejestrowano m.in. Topsin.